# Партия Отечества
Партия Отечества (тур. Anavatan Partisi) — бывшая турецкая либерально-консервативная политическая партия.
Была основана в 1983 году Тургутом Озалом. Ориентировалась на вступление Турции в Евросоюз и сохранение светского правления. Влилась в Демократическую партию. В 2011 году восстановлена. На президентских выборах 2014 года поддержала Эрдогана.

## Лидеры
Глава исполкома партии занимает должность генерального секретаря (Genel Başkan) и избирается делегатами партийного съезда.
1. Озал, Тургут (20 мая 1983 — 31 октября 1989)
2. Акбулут, Йылдырым (16 ноября 1989 — 15 июня 1991)
3. Йылмаз, Месут (15 июня 1991 — 4 ноября 2002)
4. Оздемир, Али Талип (18 ноября 2002 — 3 октября 2003)
5. Нас, Несрин (15 октября 2003 — 21 марта 2005)
6. Мумджу, Эркан (2 апреля 2005 — 26 октября 2008)
7. Узун, Салих (26 октября 2008 — 1 ноября 2009)
8. Челеби, Ибрагим (26 августа 2011 —)